# パップス

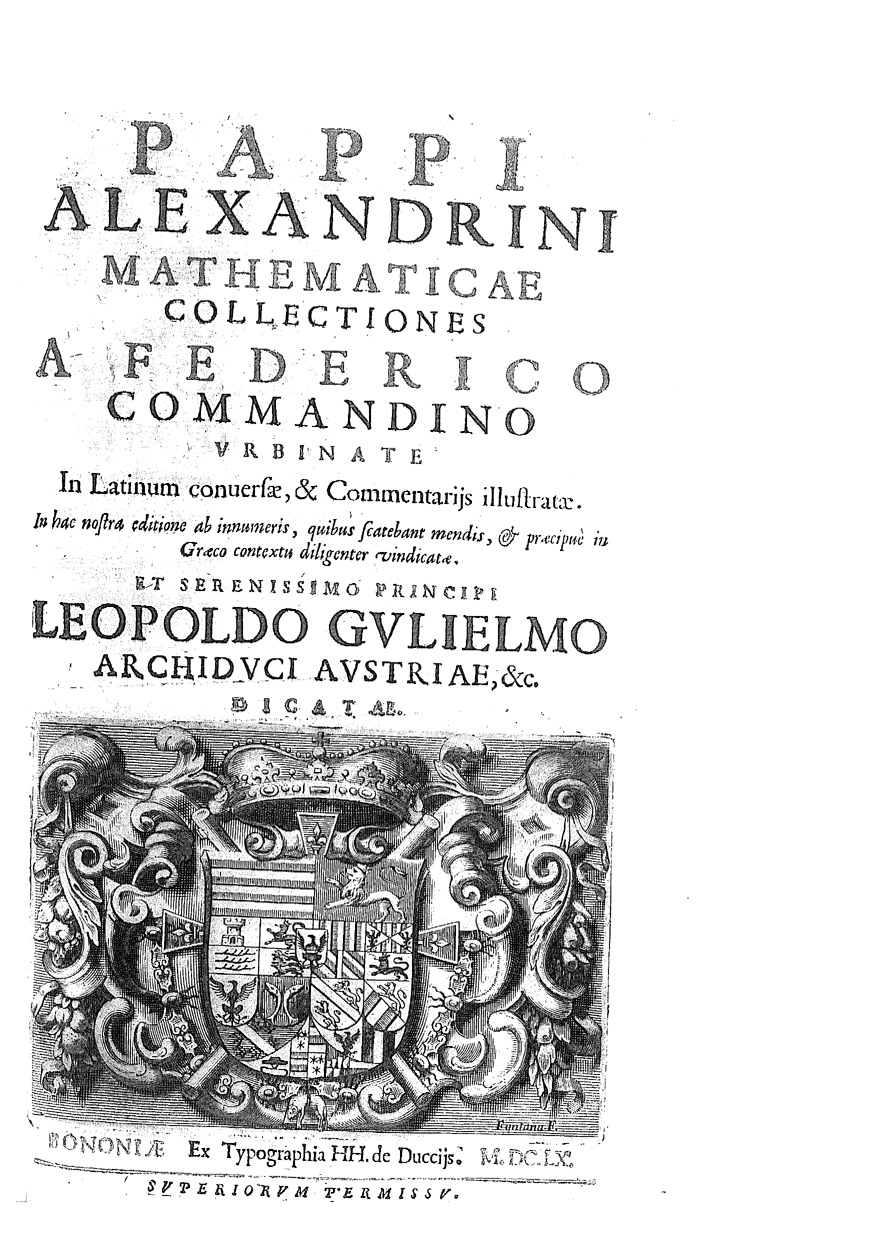
Mathematicae collectiones, 1660

アレキサンドリアのパップス（ギリシャ語: Πάππος ὁ Ἀλεξανδρεύς、英: Pappus of Alexandria）はアレキサンドリア生まれのエジプトの数学者。4世紀の前半に活躍した。
彼はギリシャ数学を幅広く渉猟し、その技法を修得して8巻に及ぶ数学上の著作を残した。彼はその第七巻において、パップス＝ギュルダンの定理と呼ばれる定理を証明しているが、これは後世の数学者に大きな影響を与えた。その他、射影幾何学におけるパップスの定理（パップスの六角形定理）など平面幾何学のいくつかの定理に彼の名前が残っている。
三角形の中線定理がパップスの中線定理と知られているが、実はこれはアポロニウスの定理である。

## 影響
パップスの『Collection』はアラブや中世ヨーロッパではほとんど知られていなかったが、フェデリコ・コマンディーノによるラテン語への翻訳が施されたのちに、17世紀の数学に絶大な影響を与えることとなった。
ディオファントスの『Arithmetica』とパップスの『Collection』は、フランソワ・ビエトの作品『Isagoge in artem analyticam』(1591)の主要文献になった。パップスの問題とそのルネ・デカルトによる一般化は、解析幾何学の発展に貢献した。現在は失われているアポロニウスの作品『Plane Loci』『On Determinate Section』のパップスによる要約は、フェルマーの自身の解析幾何学と、最大最小問題の解決法の発展に用いられた。パチョーリ、ダ・ヴィンチ、ケプラー、ファン・ローメン、パスカル、ニュートン、ベルヌーイ、オイラー、ガウス、ジェルゴンヌ、シュタイナー、ポンスレのような著名な数学者にも大きな影響を与えた。

## 関連文献
- トーマス・リトル・ヒース（英語版）『復刻版 ギリシア数学史』平田寛・菊池俊彦・大沼正則 訳、共立出版、1998年5月。ISBN 978-4-320-01588-3。